# 940-949
De jaren 940-949 (van de christelijke jaartelling) zijn een decennium in de 10e eeuw.

## Belangrijke gebeurtenissen

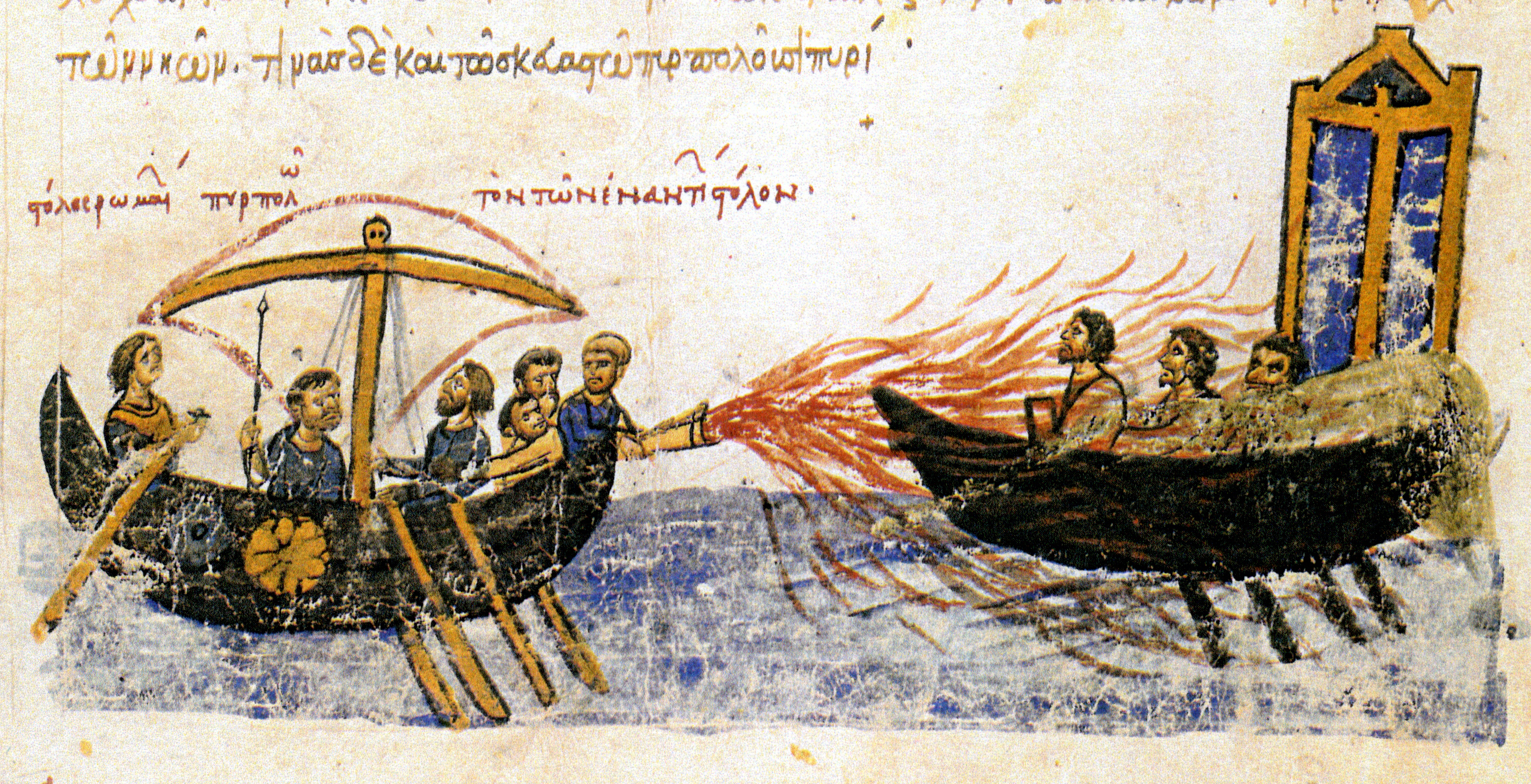
Voor de muren van Constantinopel wordt in 941 een vloot van Kiev vernietigd door gebruik van het Grieks vuur.

### Byzantijnse Rijk
- 941 – Beleg van Constantinopel. Oorlog tussen het Byzantijnse Rijk en het Kievse Rijk. Voor de muren van Constantinopel wordt een vloot van Kiev vernietigd door gebruik van het Grieks vuur.
- 944 – Het Kleed van Edessa wordt overgebracht van Edessa naar Constantinopel.
- 944 – Keizer Romanos I Lekapenos wordt gedwongen af te treden. Constantijn VII Porphyrogennetos volgt hem op.
- 945 – Constantijn VII tekent een vredesverdrag met Igor van Kiev.

### Kalifaat van de Abbasiden
- 944 – Begin van de bouw van de Gouden Moskee in de Iraakse stad Samarra.
- 946 – De Perzische Boejiden veroveren Bagdad, de zetel van het desintegrerende kalifaat van de Abbasiden. De Boejiden maken de kalief tot hun marionet en regeren daarna als vizier in naam van de machteloze Abbasiden het kalifaat (tot 1055).

### Noord-Afrika
- 944 – De stad Algiers wordt gesticht door Buluggin ibn Ziri, stamvader van de Berberse Ziriden-dynastie.

### Frankische Rijk
- 942 – Willem I van Normandië wordt vermoord, zijn zoon Richard I van Normandië wordt meegenomen naar Frankrijk en Lodewijk IV van Frankrijk palmt het hertogdom Normandië in.
- 945 – Lodewijk IV wordt gevangengenomen door de Normandiërs.
- 946 – Dankzij de bemiddeling van Hugo de Grote komt Lodewijk weer vrij.

### Christendom
- 948 – De Duitse koning en latere keizer Otto I de Grote sticht bisdommen in Brandenburg, Havelberg, Ribe, Aarhus en Sleeswijk.

## Heersers

### Europa
- Duitsland: Otto I (936-973)
  - Beieren: Berthold (938-947), Hendrik I (948-955)
  - Bohemen: Boleslav I (929/35-967)
  - West-Frisia: Dirk II (939-988)
  - Hamaland: Wichman IV (ca.936-966)
  - Lotharingen: Hendrik I van Beieren (939-940), Otto van Verdun (940-944), Koenraad de Rode (944-953)
  - Oostmark: Gero (937-965)
  - Saksen: Otto II (936-961)
  - Zwaben: Herman I (926-949)
- Frankrijk (West-Francië): Lodewijk IV (936-954)
  - Anjou: Fulco I (888-941), Fulco II (941-958)
  - Aquitanië: Raymond (IV) van Toulouse (936-955), met Willem III als pretendent (935/962-963)
  - Blois en Tours: Theobald de Oude (908-943), Theobald I van Blois (943-975)
  - Bourgondië: Hugo de Zwarte (936-952)
  - Meaux: Herbert II van Vermandois (902-943), Robert I (943-966)
  - Normandië: Willem Langzwaard (927-942), Richard I (942-996)
  - Poitiers: Willem III (935-963)
  - Toulouse: Raymond III (924-942), Raymond IV (942-961)
  - Vermandois: Herbert II (902-943), Albert I (946-987)
  - Vexin: Rudolf II (926-943), Wouter I (943-992)
  - Vlaanderen: Arnulf I (918-965)
- Iberisch schiereiland:
  - Barcelona: Sunifried I (911-947), Miro (947-966) en Borrell II (947-992)
  - Castilië: Ferdinand González (930-970)
  - Cordoba: Abd al-Rahman III (912-961)
  - Leon en Galicië: Ramiro II (931-951)
  - Navarra: García I Sánchez (931-970)
  - Portugal: Hermenegildo Gonçalves (926-943), Mumadona Dias (ca.943-966)
- Groot-Brittannië
  - Engeland: Edmund I (939-946), Edred (946-955)
  - Deheubarth: Hywel Dda (904/910/920-950)
  - Gwynedd: Idwal Foel (916-942), Hywel Dda (942-950)
  - Jorvik: Olaf Guthfrithson (939-941), Olaf Sitricson en/of Ragnall Guthfrithson (941-944), Erik I van Noorwegen (948-949), Olaf Sitricson (949-952)
  - Powys: Llywelyn ap Merfyn (900-942), Hywel Dda (942-950)
  - Schotland: Constantijn II (900-943), Malcolm I (943-954)
- Italië: Hugo van Arles (926-945), Lotharius II (945-950)
  - Benevento: Landulf I (910-943) en Atenulf II (911-940), Landulf II (940-961) Pandulf I (943-959)
  - Sicilië: Hassan al-Kalbi (948-954)
  - Spoleto: Anscar van Ivrea (937-940), Sarlione (940-943), Hubert (943-946), Bonifatius II (946-953)
  - Venetië (doge): Pietro Partecipazio (939-942), Pietro III Candiano (942-959)
- Scandinavië
  - Denemarken: Gorm de Oude (?-958/964)
  - Noorwegen: Haakon I (933-961)
- Balkan
  - Bulgarije: Peter I (927-969)
  - Byzantijnse Rijk: Romanos I (920-944), Constantijn VII (944-959)
  - Kroatië: Krešimir I (935-945), Miroslav (945-949), Mihajlo Krešimir II (949-969)
  - Servië: Časlav Klonimirović (927-950)
- Arelat (Bourgondië): Koenraad (937-993)
- Bretagne: Alan II (938-952)
- Hongarije: Zoltán (907-948), Fajsz (948-955)
- Kiev: Igor (912-945), Olga (945-962)

### Azië
- China:
  - Chu: Ma Xifan (932-947), Ma Xiguang (947-950)
  - Han: Gaozu (947-948), Yindi (948-950)
  - Zuidelijke Han: Liu Yan (917-941), Liu Fen (941-943), Liu Cheng (943-958)
  - Jin: Gaozu (936-942), Chudi (942-947)
  - Liao: Taizong (926-947), Shizong (947-951)
  - Jingnan: Gao Conghui (928-948), Gao Baorong (948-960)
  - Min: Wang Yanxi (939-944), Wang Yanzheng (943-945)
  - Shu: Meng Chang (938-965)
  - Zuidelijke Tang: Liezu (937-943), Yuanzong (943-961)
  - Wuyue: Qian Yuanguan (932-941), Qian Zuo (941-947), Qian Zong (947), Qian Chu (947-978)
- India
  - Chola: Parantaka (907-950)
  - Rashtrakuta: Krishna III (939-967)
- Japan: Suzaku (930-946), Murakami (946-967)
- Kartli (Georgië): Soembat I (937-958)
- Khmer-rijk (Cambodja): Jayavarman IV (928-941), Harshavarman II (941-944), Rajendravarman I (944-968)
- Korea (Goryeo): Taejo (918-943), Hyejong (943-946), Jeongjong (945-949), Gwangjong (949-975)
- Perzië en Mesopotamië
  - Abbasiden (kalief van Bagdad): Ar-Radi (934-940), Al-Muttaqi (940-944), Al-Mustakfi (944-946), Al-Muti (946-975)
  - Boejiden: Imad al-Dawla (934-949), 'Adud al-Dawla (949-983)
  - Samaniden: Nasr II (914-943), Namid Nuh I (943-954)
- Vietnam: Ngo Quyen (939-944), Duong Tam Kha (944-950)

### Afrika
- Fatimiden: Abu'l Qasim Muhammad Nizar al-Qa'im (934-946), Abu Tahir Isma'il al-Mansur (946-953)
- Marokko (Idrisiden): Al Qasim Gannum (937-948), Abu l-Aish Ahmad (948-954)

### Religie
- paus: Stefanus VIII (939-942), Marinus II (942-946), Agapitus II (946-955)
- patriarch van Alexandrië (Grieks): Eutychius (933-940), Sofronius II (941), Isaäk (941-954)
- patriarch van Alexandrië (koptisch): Macarius I (933-953)
- patriarch van Antiochië (Grieks):Eustratius (939-960)
- patriarch van Antiochië (Syrisch): Johannes V (936-953)
- patriarch van Constantinopel: Theofylactus (933-956)

<< · 940 · 941 · 942 · 943 · 944 · 945 · 946 · 947 · 948 · 949 · >>
<< · 900-909 · 910-919 · 920-929 · 930-939 · 940-949 · 950-959 · 960-969 · 970-979 · 980-989 · 990-999 · >>